# Demonax curvofasciatus
Demonax curvofasciatus là một loài bọ cánh cứng trong họ Cerambycidae.